# Ефект Баушінгера
Ефект Баушінґера (названий за прізвищем Й. Баушінґера, який виявив його при випробуваннях кам'яної солі) полягає у зменшенні опору кристалічного матеріалу пластичному деформуванню після попередньої малої пластичної деформації протилежного знаку. Ефект Баушінгера є виявом непружності матеріалу в зоні переходу до пружнопластичних деформацій.

Рисунок. Крива деформації розтягування —стискання, яка характеризує ефект Баушінґера

Крива деформації на рисунку відтворює попереднє навантаження (наприклад, розтягування) зразка до малих значень пластичної деформації і наступне розвантаження. При повторному навантаженні в протилежному напрямку (стискуванні) внаслідок ефекту Баушінгера матеріал деформується легше, ніж він би деформувався під дією навантаження того ж напрямку, що і попереднє. Ефект виявляється за малих значень попередньої деформації (до 1%), зменшуючись зі збільшенням її величини.
З точки зору дислокаційного механізму пластичної деформації ефект Баушінгера свідчить про те, що при повторному деформуванні заблокованим перед перешкодами дислокаціям легше рухатися в напрямку протилежному до їх руху при попередній пластичній деформації. 
Ефект Баушінгера має важливе практичне значення при циклічному деформуванні металів, впливаючи на процеси втомного руйнування, при деформації дисперсійнозміцнених сплавів.